# Rudzie
Rudzie (deutsch Rudzien, 1938 bis 1945 Rodenstein (Ostpr.)) ist ein Dorf in der polnischen Woiwodschaft Ermland-Masuren und gehört zur Stadt- und Landgemeinde Gołdap (Goldap) im Kreis Gołdap.

## Geographische Lage
Rudzie liegt im Gebiet der Seesker Höhe (polnisch: Wgzórza Szeskie) im Nordosten der Woiwodschaft Ermland-Masuren. Zwei Kilometer weiter südlich liegt die dritthöchste Erhebung Nordpolens, der 309 Meter hohe Seesker Berg (polnisch: Góra Szeska). Bis zur Kreisstadt Gołdap (Goldap) sind es 12 Kilometer in nördlicher Richtung.

## Geschichte
Das nach 1733 Rudzen, nach 1818 Rudszen und bis 1938 Rudzien genannte kleine Dorf wurde 1564 gegründet. Es bestand vor 1945 lediglich aus mehreren kleinen Gehöften.
Zwischen 1874 und 1945 war Rudzien in den Amtsbezirk Altenbude (polnisch: Siedlisko) eingegliedert, der zeit seines Bestehens zum Kreis Goldap im Regierungsbezirk Gumbinnen der preußischen Provinz Ostpreußen gehörte.
181 Einwohner waren im Jahre 1910 in Rudzien gemeldet. Ihre Zahl sankl bis 1933 auf 139 und belief sich 1939 noch auf 135.
Im Zuge der nationalsozialistischen Umbenennungsaktion erhielt Rudzien am 3. Juni (amtlich bestätigt am 16. Juli) des Jahres 1938 den Namen „Rodenstein (Ostpr.)“. 1945 kam der Ort in Kriegsfolge mit dem gesamten südlichen Ostpreußen zu Polen und erhielt nun die polnische Namensform „Rudzie“. Das Dorf ist heute eine Ortschaft im Verbund der Stadt- und Landgemeinde Gołdap im Powiat Gołdapski, bis 1998 der Woiwodschaft Suwałki, seither der Woiwodschaft Ermland-Masuren zugehörig.

## Kirche
Die evangelische Bevölkerung Rudziens resp. Rodensteins war bis 1945 in die Kirche zu Grabowen (1938 bis 1945: Arnswald, polnisch: Grabowo) im Kirchenkreis Goldap innerhalb der Kirchenprovinz Ostpreußen der Kirche der Altpreußischen Union eingepfarrt. Die Pfarrgemeinde der Katholiken stand in Goldap und gehörte damals zum Bistum Ermland.
Die mehrheitlich katholischen Einwohner Rudzies gehören jetzt der neu errichteten Pfarrei in Grabowo zu, die Teil des Dekanats Gołdap im Bistum Ełk (Lyck) der Katholischen Kirche Polens ist. Die evangelischen Kirchenglieder gehören jetzt nach Gołdap, dem Filialort der Kirche in Suwałki in der Diözese Masuren der Evangelisch-Augsburgischen Kirche in Polen.

## Verkehr
Rudzie liegt an der nicht unbedeutenden Nebenstraße, die von Grabowo (Grabowen, 1938 bis 1945 Arnswald) über die Seesker Höhe (Wzgórza Szeskie) nach Pogorzel (Pogorzellen, 1906 bis 1945 Hegelingen) verläuft und dabei die Woiwodschaftsstraße DW 650 (frühere deutsche Reichsstraße 136) mit der stark frequentierten Nord-Süd-Achse Landesstraße DK 65 (Reichsstraße 132) verbindet. Eine Bahnanbindung besteht nicht.